# ジャーマン・ベリオス
ジャーマン・ベリオス（英: German E. Berrios、1940年 - ）は、ペルー出身のイギリスの医学者、精神科医。ケンブリッジ大学精神科教授。
ベリオスはペルーのタクナで生まれ、ペルーの首都リマにある国立サンマルコス大学で医学と哲学を学んだ。その後、試験を経て特待生として、オックスフォード大学のコーパス・クリスティ・カレッジで心理学と哲学を専攻した。彼は同じ大学でチャールズ・ウェブスター（医史学者）、アリスター・キャメロン・クロンビー（科学史者）、ロム・ハーレ（科学哲学者）のもとで学び、大学院生として歴史と科学哲学の研究を行った。その後オックスフォード総合病院において精神医学と神経学の訓練を受けた。
1973年から1976年にわたってイギリスのリーズ大学で精神医学の講師として働き、そこでマックス・ハミルトン教授から医療統計について学んだ。また、ハリー・ガントリップから教育分析を受けた。
1977年から、ベリオスはイギリスのケンブリッジ大学で精神医学、歴史学、科学哲学の分野で指導をはじめた。そこでは現在精神医学の教授であり、またイギリス・ケンブリッジにあるアデンブルック・ホスピタルの神経精神医学の専門医でもある。彼はロビンソン大学、イギリスロイヤルカレッジ（精神医学分野）、英国心理学学会、英国医科学協会のフェロー（研究者、教員）でもある。1989年にはロイ・ポーターと共に国際誌であるHistory of Psychiatryを発刊し、現在でも編集委員である。
ベリオスはドリス・アルバラド・コントレラス（1942年ペルー・ナスカ生まれ）と結婚し、4人の子をもうけた。
ベリオスは14冊の本と、また精神症状、記述精神病理学、神経精神医学領域の臨床的、歴史的、哲学的側面の論文を400篇以上発表した。彼はハイデルベルク大学（ドイツ）、国立サンマルコス大学（ペルー）、バルセロナ自治大学（スペイン）、ブエノスアイレス大学（アルゼンチン）、コルドバ国立大学（アルゼンチン）、チリ大学（チリ）から名誉学位を授与されている。2006年には、アンティオキア大学（コロンビア）で、彼の名前を冠した記述精神病理学講座の大学教授の職が設立された。2007年にはペルー政府から国家勲章を授与された。2008年には国際神経精神医学学会からラモン・イ・カハール賞を授与された。そして2010年にはイギリスロイヤルカレッジ（精神医学分野）から名誉フェロー職を与えられた。

## 関連人物
- マックス・ハミルトン
- ハリー・ガントリップ
- ハゴップ・アキスカル
- 井原裕